# Hirmann Ferenc
Hirmann Ferenc (Baja, 1855. október 10. – Budapest, 1939. szeptember 2.) ércöntő gyáriparos, a Hirmann Ferenc Fémöntöde, Rézáru- és Vagonfelszerelési Gyár alapító tulajdonosa, az Országos Iparegyesület alelnöke, a Bádogosok Ipartestületének, valamint a Kis- és Középgyárosok Egyesületének elnöke, országgyűlési pótképviselő.

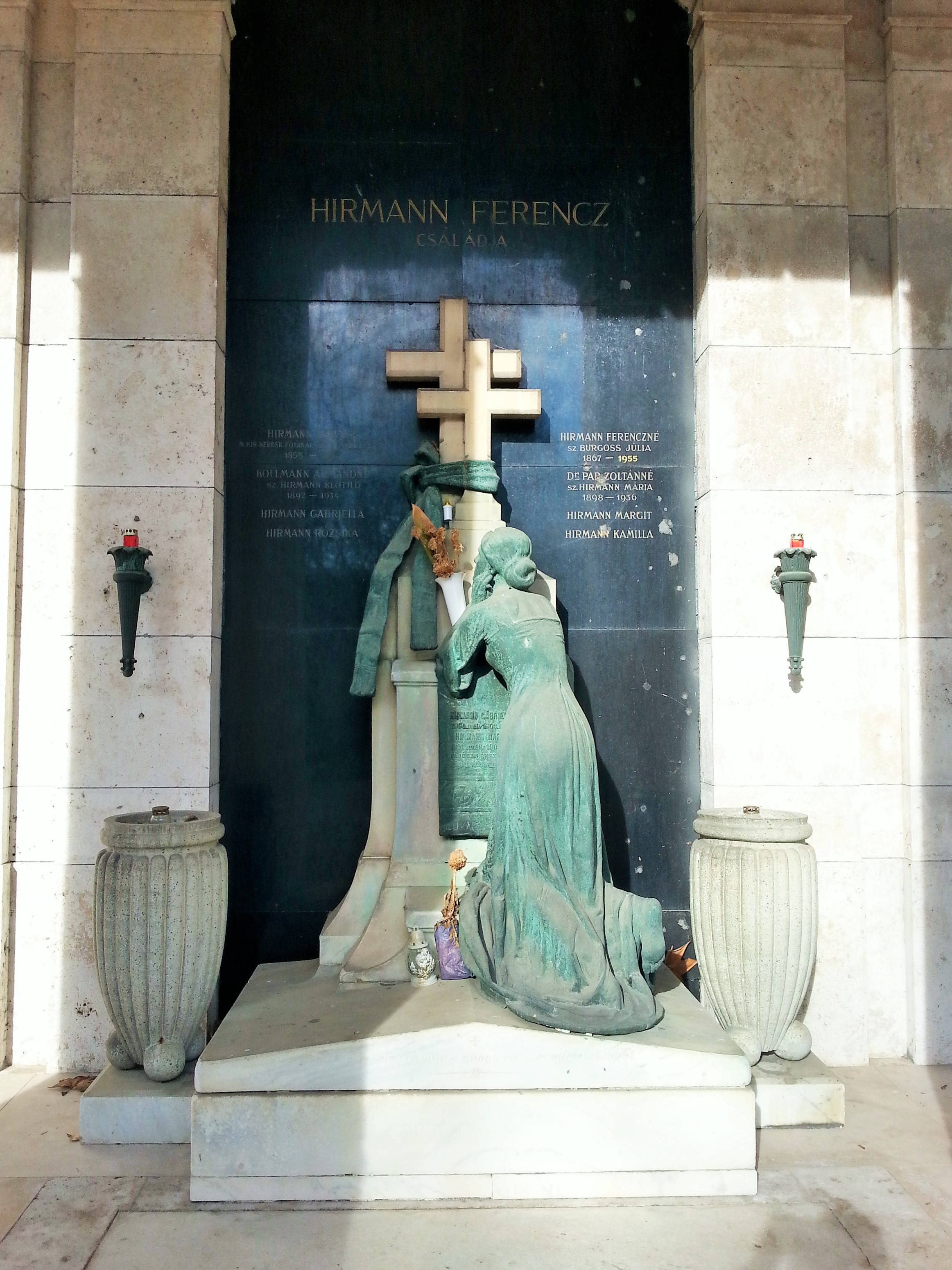
Sírja a Fiumei úti sírkertben (Bal oldali árkádsor, Á-bal-22.) Alkotó: Lukácsy Lajos

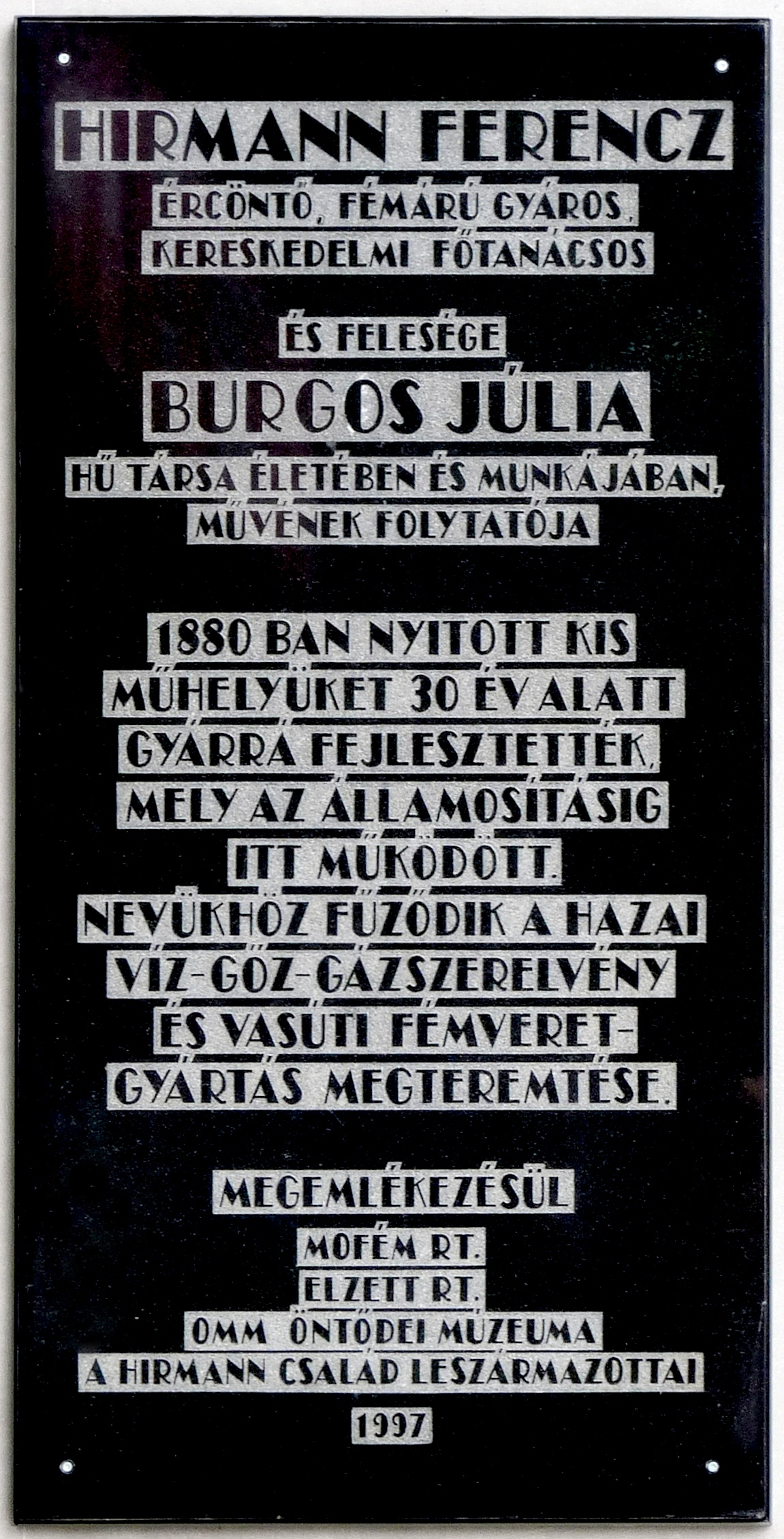
Hirmann Ferenc és Burgos Júlia emléktáblája az egykori gyáruk helyén álló irodaházon (Váci út 117-119.)

## Élete
Elődjei Bajorországból vándoroltak Bajára a 18. században. Apja Hirmann József gombkötő és paszománykészítő mester volt, anyja Freidich Terézia. Apja korán elhunyt, őt és ikertestvérét, Paulát, anyja nevelte, a család támogatásával.
A négy elemi és a négy osztályos ipari-kereskedelmi iskola után 1869-ben Heller János helyi harangöntőhöz állt inasnak. Négy év elteltével, 18 évesen felszabadult; ekkor európai vándorútra ment. Hat és fél évig volt távol, közben dolgozott Bécsben, Münchenben, majd egy svájci kitérő után Offenbach am Main, a belgiumi Namur és Brüsszel következett, s három évet töltött három párizsi víz- és gázszerelvényeket gyártó cégnél. Itt a Kölcsönösen Segélyző Magyar Egyletben ismerkedett össze Munkácsy Mihállyal, szerette meg a festészetet, s alapozta meg későbbi műpártoló, műgyűjtő tevékenységét. Párizs után Londonban tett rövid gyárlátogatásokat, majd visszatért Hannoverbe, ahol egy vasöntöde- és gépgyárban dolgozott. Egy rövid berlini munkavállalás után, Drezdán, Prágán és Bécsen keresztül hazatért. Igazolójegyét Baja rendőrkapitánya 1879. december 19-én állította ki.
1880 májusában Budapesten – Magyarországon elsőként – fémöntő műhelyt hozott létre "gőz, víz és légszesz vezetékekhez szükségeltető rézmunkákhoz". A gyártás gyorsan felfutott, árui keresettek lettek, így 1889-ben átköltözött a megvásárolt Csányi u. 9. számú házba, ahol a központi iroda és az üzlet az államosításig működött. 1901-ben a Huszár utca 7. szám alatt egy nagyobb öntőműhelyt helyezett üzembe, ahol már nem csak szerelvényeket, hanem dísztárgyakat, kisebb műtárgyakat is készített, sőt szoboröntést is vállalt. E műhelyben készült el 1901-ben a clevelandi Kossuth-szobor, 1903-ban a Millenniumi emlékműn található, eredetileg a Köröndön felállított Bocskai István-szobor, Holló Barnabás alkotása, s ugyancsak ő öntötte 1906-ban e szobor Debrecenbe készült másolatát. Részt vett az Erzsébet híd munkálataiban. Mivel alapvetően az ipari termelés érdekelte, a szoboröntést abbahagyta, műhelyének e részét pedig eladta. 1905-ben több éves szerződést írt alá a Budapest Székesfőváros Vízműveivel szerelvények gyártására. 1908-ban már 200 munkást foglalkoztatott. 1911-ben a Váci út 117. szám alatti telken nyitotta meg új gyártelepét, ahol az öntő- és fémfeldolgozó üzem – a szomszédos telekkel kibővítve az 1930-as évektől „Hirmann Ferenc Fémöntöde, Rézáru- és Vagonfelszerelési Gyár” néven – az 1948. évi államosításáig működött. A víz és gázszerelvények mellett mezőgazdasági eszközöket (permetezőgépek, csapok, szivattyúk, kúthengerek, szelepek stb.), lakásfelszerelési tárgyakat (veretek, kilincsek), mérőeszközöket, súlyokat, vasúti fémvereteket és tűzoltókészülékeket gyártott. Mindkét világháborúban jelentős hadimegrendelést is teljesített, elsősorban lőszerek, tányér- és harckocsiaknák gyújtószerkezeteit. Az európai szabványokkal dolgozó Hirmann-cég exportpiacra is termelt; eleinte főleg Bulgária és Románia játszott jelentős szerepet, de a két világháború közötti időszakban több európai, valamint közel-keleti országgal növekedett értékesítési területe.
1887. február 15-én vette feleségül Burgos Júliát, egy spanyol felmenőkkel bíró budapesti sertésfeldolgozó, húsfüstölő hentesmester lányát. Nyolc gyermekük született, akik közül kettő csecsemőkorban, kettő pedig gyermekként betegségben hunyt el. Felnőtt lányai, Klotild, Mária, Emília és Ilona férjhezmenetelükig aktív dolgozói voltak apjuk gyárának. Ugyanígy a jó üzleti érzékkel bíró feleség, aki Hirmann halála után vejei és legidősebb unokája segítségével a gyár vezetését is átvette.
Hirmann Ferenc aktívan kivette részét a közügyekből; tagja volt számos társadalmi egyesületnek. Párizsi tartózkodása alatt elvállalta a Magyar Egylet jegyzőségét. A Budapest VII. kerületi képviselőtestület tagja, a Vas-és Fémiparosok Országos Szövetségének első jegyzője, 1905 és 1915 között elnöke, az Országos Iparegyesület igazgatósági tagja, majd alelnöke; 1918-ig a Bádogosok Ipartestületének és a Kis- és Középgyárosok Egyesületének elnöke és zsűritagja, a Baross Szövetség igazgatósági tagja, a Fémművesek Ipartestületének díszelnöke volt. 1906-tól 1919-ig törvényhatósági bizottsági tag volt. 1931 és 1936 között a Keresztény Földmíves-, Kisgazda- és Polgári Párt Budapest II. (északi) választókerületének országgyűlési pótképviselője.
1939. szeptember 2-án hunyt el, a Kerepesi temető baloldali árkádsorán található családi sorboltban lett eltemetve (22. jelű sírhely).

## Elismerései
- Országos Iparegyesület ezüstérme (1885);
- Arany Érdemkereszt (1896);
- Országos Iparegyesület aranyérme (1926);
- Baross-lánc (1935);
- Kereskedelmi tanácsosi cím (1938)